# 生物学的元素転換
生物学的元素転換（せいぶつがくてきげんそてんかん、Biological Transmutations）とは、生物の内部で特定の元素が別の元素に転換したと称する疑似科学の一種を示す言葉である。様々な科学者がその存在を示唆する研究を古くから行っていたが、この現象が科学的に証明がされたことは一度もない。
常温核融合の原理から、Si+C=Ca,Na+H=Caが可能性がある事が示唆されている。

## 研究の沿革
元素転換に類似する概念は原子に関する知識が確立されていなかった中世の錬金術の時代に遡られる。
1600年頃にフランドルの化学者J・P・ヘルモントは、水だけを与えて生育させた樹木の重さが数年後には大きく変化していたことを見出している。
1822年にイギリスのウイリアム・プラウト(en:William Prout)は、鶏の卵から産まれたヒヨコに含まれる石灰分が卵の4倍も増加していることを報告している。また同じ時期にフランスの化学者L・N・ヴォークランは、鶏の卵の殻に含まれる石灰分が餌として与えたオート麦の石灰分をはるかに超える量であったことを確認している。
1849年、ドイツのフォーゲルはクレソンの種子を発芽させる実験を行ったが、その実生には種子よりも多くの硫黄分が検出されたことを記している。
1856年から1873年にかけてイギリスの農学者のローズ(en:John Bennet Lawes)とギルバート(en:Joseph Henry Gilbert)は、植物が土壌に含まれている量より多くのマグネシウムを吸収していることを示すいくつかの実験を行っている。
1875年以降、ドイツのフォン・ヘルツィーレ(de:Albrecht von Herzeele)はローズとギルバートの実験を追試し、また独自の実験により硫酸塩を含んだ水で栽培した植物にはリンが増加していることを見出している。
20世紀に入るとオーストリアの神秘思想家R・シュタイナーがバイオダイナミック農法を提唱し、その農業講座の中で一つの元素から別の元素に転換する現象が生じうることに言及している。
この思想は後継者E・プァイファーによって受け継がれ、彼はその著書「大地の生産性」の中で石灰分の乏しい芝生に生育したデイジーが多量のカルシウムを含んでいるといった実例を記している。

## ケルブランらの「研究」
20世紀初頭以降、原子核の構造に関する研究も進展していたが、それにもかかわらず元素転換説を主張する学者は後を絶たなかった。
1925年、パリ大学理学部のP・フロンドラーは海底の岩石に着生している藻類がヨウ素を作り出していると主張した。
同様の研究をしていたフランスのH・スピンドラーはフォン・ヘルツィーレの研究に着目し、パリ理工科学校の化学者P・バランジェにその確証を促した。
バランジェ教授はソラマメの発芽実験を行い、カルシウムを含んだ水で栽培した種子が成長すると、カリウムが10%増加することを実験的に確認している。これはフランスの科学誌 "Science & Vie"に「原子物理学を覆すフランス人科学者」という記事として紹介された。そして1960年、後に「錬金術の熱心な信奉者」と呼ばれたルイ・ケルヴランが登場する。
ケルブランによる生物学的元素転換説は、現在でも一部の信奉者によってのみ根強く支持され引用されているが、科学的根拠が皆無である。

## 元素転換説の主張
ケルヴランが生物学的元素転換に関する論考を初めて公表したのは1960年7月の『レヴュー・ゼネラル・ド・シアンセ』の「異常な代謝収支と生物学的元素転換」という論文である。この中で彼は、生体の内部では特殊な酵素作用によって核反応に相当する現象、すなわち元素転換が生じている可能性を指摘した。
その後彼は1962年の『生体による元素転換』を初めとする著作を次々と公表し、当時の学会に大きな波紋を巻き起こした。さらにはラットやロブスターを使用した実験を行い、その成果をフランス農学アカデミー（fr:Académie d'Agriculture）に報告している。
ケルヴランの実験は「ノン・ゼロ・バランス」という代謝収支の変動を示す方法をとるものだった。すなわち実験処理によってある元素が減少し、別の元素が増加したことを定量的に示すことによって、見かけ上アンバランスなその変動を元素転換反応の結果として捉えるものである。
酵素の働きの詳しい仕組みも未解明な時代に、「元素転換」そのものの仕組みが示されないまま主張されたケルヴランの実験は科学的に意味を持たないものだったため、厳しい批判を浴びた。

## 元素転換説に対する反響と論争
いくつかの専門誌に論文を公表したケルヴランは1962年に『生体による元素転換』、1963年に『自然の中の元素転換』を出版した。
前者の著作にはフランス医学アカデミー総裁のL・タノン、後者の著作には国際地球科学連合の副総裁であるG・ロンバールが序文を寄稿しており、生物学的元素転換を「革命的発見」として紹介している。
続く1964年には『微量エネルギー元素転換』が出版された。これらの著作により元素転換説は広く普及され、当時の知識層に大きな影響を与えた。
たとえばJ・ミネレ、A・シモネトンといった研究者は自らの著作の序文をケルヴランに依頼し、E・プリスニエはその著作の中で元素転換のメカニズムをホメオパシーの作用と関連づけている。またB・シューベルやH・カンベフォールは地質学における微量エネルギー元素転換についてそれぞれの著作の中で記述している。そしてフランス最初の有機農法のレマール・ブーシェ法では生物学的元素転換を栽培技術の理論的根拠として採用し、「カルマゴル」と呼ばれる元素転換の活性剤を普及・販売したのである。
こうした反響に付随して元素転換説を批判する人物も各方面から現れた。G・レストラとJ・ロワゾーは1962年11月の『カイエ・ラショナリステ』に批判記事を公表しており、1965年にはフランス化学協会のE・カハネとA・シノレがエンドウマメを使用した実験を行い、否定的な結果を報告している。
これに対しケルヴランは決して自説を取り下げるようなことはしなかった。1967年12月に彼はラットを使用した実験をフランス農学アカデミーに報告しているが、マグネシウムを多く与えられたラットにはカルシウムと燐の増加が観察されたことを報告している。
また1969年1月にはロブスターを使用した実験を農学アカデミーに報告したが、収支の精度に関する批判を受け、再実験を勧告された。そしてその論文と議論の全容はアカデミーの公式記録から抹消されたのである。
没後10年経った1993年に、ケルブランは「鶏卵の殻に含まれるカルシウムは常温核融合の結果生じたものである」という研究により、ノーベル賞のパロディであるイグ・ノーベル賞を受賞した。受賞に際し、ケルブランは「錬金術の熱烈な崇拝者」と称されている。

## 関連文献
- ルイ・ケルヴラン著,高下一徹訳『生物学的元素転換』 朔明社、2007年
- 飯盛里安「原子核化学と錬金術」『分析化学』第4巻第6号、日本分析化学会、1955年、388-394頁、doi:10.2116/bunsekikagaku.4.388、ISSN 05251931、NAID 130000947350、国立国会図書館書誌ID:10104463、2022年11月14日閲覧。
- 中村勝一、堀部治、小倉勲、小田切瑞穂「水中炭素アーク放電について(第二報)」『近畿大学原子力研究所年報』第30巻、近畿大学、1993年、27-29頁、ISSN 03748715、NAID 110000172698、OCLC 5175637763、国立国会図書館書誌ID:3874970、2022年11月13日閲覧。
- 羽仁礼「超常現象大事典」、成甲書房、2001年、ISBN 9784880861159、NCID BA51412836、全国書誌番号:20184636、2022年11月14日閲覧。
- 高橋良二『ミクロ世界の物理学』朱鳥社、2002年、54頁。ISBN 9784434015397。2022年11月14日閲覧。
- 石井賢次、佐久間英和、里中耕也、高尾征治「ハイエット改質機能水の元素分析と植物の生育に及ぼす影響」『化学工学会　研究発表講演要旨集』第38巻秋季大会、化学工学会、2006年、1013頁、doi:10.11491/scej.2006f.0.1013.0、NAID 130004664073、OCLC 9655903803、CRID 1390001205684780288、2022年11月14日閲覧。
- 久我羅内『めざせイグ・ノーベル賞 傾向と対策』阪急コミュニケーションズ、2008年、74頁。ISBN 9784484082226。 NCID BA87289108。全国書誌番号:21548811。2022年11月14日閲覧。
- 佐藤雅彦『まだ、まにあう!—原発公害・放射能地獄のニッポンで生きのびる知恵』鹿砦社、2011年、67頁。ISBN 9784846308476。 NCID BB08406994。全国書誌番号:22018326。2022年11月14日閲覧。
- 髙井芳樹「元素（原子）転換説を信じますか？」『美味技術研究会誌』第2011巻第17号、美味技術学会、2011年、50頁、doi:10.11274/bimi2002.2011.17_50、ISSN 18845908、NAID 130007640093、CRID 1390564238087712000、2022年11月14日閲覧。
- 谷本誠一「循環のはなし」『赤峰勝人講演会』、広島なずなの会、2018年、1-4頁、2022年11月14日閲覧。
- SAMA企画『RikaTan（理科の探検）』文理、2021年、15頁。ISBN 9784581293693。2022年10月9日閲覧。